# Étienne de Pharsale
Étienne Uroš Nemanjić (serbe : Стефан Урош Немањић; c. 1366 - c. 1393) est un noble serbe et fils du tsar Siméon Uroš Nemanjić. Il gouverne la ville de Pharsale de 1386 jusqu'à la conquête turque ottomane en 1393.

## Biographie
Peu d'informations sont conservées sur le plus jeune fils de Siméon Uroš Nemanjić, frère de l'empereur Étienne Dušan de Serbie, et de Thomaïs Orsini. D'après certaines sources portant sur sa vie, nous apprenons qu'il joue un rôle important dans le territoire dirigé par son père. Comme Siméon ne le mentionne pas dans ses lettres de 1366, il est possible qu'il soit né après cette année-là. Ce sont les lettres provenant des monastères de Saint-Nicolas à Tríkala et de Saint-Georges à Zavlantija, qui mentionnent les autres fils de Siméon, Jean Uroš et Marie Ange. Dans un document signé par Maria Angelina et adressé à son frère Jean, qui est alors moine sous le nom de Joasaf, son autre frère est également mentionné, ce qui constitue une autre preuve de l'existence d'Étienne Son nom est également mentionné dans d'anciennes chroniques serbes.
Après le meurtre de Thomas Preljubović à Ioannina le 23 décembre 1384, les descendants de Siméon se rassemblent dans la ville. Esaù de' Buondelmonti, nouveau seigneur de la ville, arrive à Ioánnina le 31 janvier 1385 pour y épouser Maria Angelina, la veuve de Thomas. Pendant les préparatifs, Maria Radoslav Angelina, épouse d'Alexis Ange Philanthropénos, seigneur de Thessalie, est également invitée. Elle arrive dans la ville accompagnée d'un certain « Étienne », selon la Chronique de Iôannina. Il est certainement possible qu'il s'agisse du fils cadet de Siméon, venu assister au mariage de sa sœur.
Selon l'historien espagnol Jerónimo Zurita, Hélène Asanina Cantacuzène, la veuve de Louis Fadrique, tente de promettre sa fille, Marie Fadrique, en mariage à un fils de Simeon Uroš ; il s'agit certainement d'Étienne car, à cette époque, son frère aîné est déjà moine. Les projets de mariage ne sont finalement pas réalisés en raison de l'opposition des Byzantins et des Francs à celui-ci.
Le chroniqueur ragusain Mauro Orbini nous donne également des informations à propos d'Étienne. En contant le récit de la cécité de Jean Uroš par Hlapen, Orbini mentionne que Jean est envoyé en Thessalie, où se trouve son frère Étienne. Orbini écrit également qu'Étienne épouse la fille de Francesco Zorzi, marquis de Bodonitza.
Il semble que Étienne ait régné sur les villes de Pharsale et Domokós en Thessalie de 1386 jusqu'à la conquête turque ottomane en 1393. La date de son décès ainsi que la possibilité qu'il ait laissé des descendants ne sont pas connues.